# Cylindrothecium schleicheri
Cylindrothecium schleicheri là một loài rêu trong họ Entodontaceae. Loài này được Schimp. Schimp. mô tả khoa học đầu tiên năm 1851.